# Paul Groth (Geograph)
Paul Groth (* 25. April 1949 im Mayville, North Dakota; † 16. Januar 2022 in Berkeley, Kalifornien) war ein US-amerikanischer Geograph und Architekturkritiker.

## Leben
Paul Groth wurde 1949 in North Dakota als Sohn des Landmaschenenverkäufers Erling H. Groth und der Musiklehrerin Evelyn L. Groth (geborene Deeble) geboren. Im Jahr 1972 schloss er an der North Dakota State University ein Bachelorstudium in Architektur ab.
Im folgenden Jahr wechselte er an das New Jersey Institute of Technology in Newark und war dort bis 1975 als Assistent des Dekans für Architektur tätig und 1975/76 als Mitglied der Fakultät Lehrender. Im Jahr 1979 lehrte er kurz an der San Francisco State University Geographie und wechselte noch im selben Jahr als Dozent an die University of California at Berkeley. 1983 wurde er Assistant Professor, 1990 Associate Professor und 1990 ordentlicher Professor für Architektur und Geographie. Im Frühjahr 2016 wurde Groth emeritiert.
Groth war zwischen 1991 und 1993 Co-Direktor des American Studies Program und 1999/2000 Senior Fellow des Doreen B. Townsend Humanities Institute.

## Forschungsschwerpunkte
Zu Groths Forschungsschwerpunkten gehörte insbesondere die Nutzung von Wohnraum für Menschen mit niedrigem Einkommen, dabei konzentrierte er sich auf Einzimmerwohnungen.

## Auszeichnungen
- 1995: Abbott Lowell Cummings Prize, Vernacular Architecture Forum[6]
- 1995: John Brinckerhoff Jackson Prize, Association of American Geographers[7]

## Schriften
- Vision, Culture, and Landscape: Working Papers from the Berkeley Symposium on Cultural Landscape Interpretation. Center for Environmental Design Research, Berkeley 1990
- Living Downtown: The History of Residential Hotels in the United States. University of California Press, Berkeley 1994
- mit Todd Bressi: Understanding Ordinary Landscapes. Yale University Press, New Haven 1997
- mit Chris Wilson: Everyday America: Cultural Landscape Studies after J. B. Jackson. University of California Press, Berkeley 2003